# Wayne Sanderson
Wayne Sanderson (* im 20. Jahrhundert) ist ein ehemaliger kanadischer Snookerspieler aus Winnipeg, der zwischen 1983 und 1989 Profispieler war.

## Karriere
Mitte der 1970er-Jahre gehörte Sanderson zu den besseren Spielern in der kanadischen Amateurszene. 1980 erreichte er das Viertelfinale der kanadischen Meisterschaft, ehe er 1983 Profispieler wurde. Nach einer Auftaktniederlage bei der Canadian Professional Championship 1983 nahm er an der Qualifikation der Snookerweltmeisterschaft 1984 teil, wo er Paddy Morgan besiegen konnte. Es blieb aber sein einziger Profisieg. Danach beschränkte er sich ausschließlich auf die Canadian Professional Championship, bei der er stets sein Auftaktspiel verlor. Zeitweise war er trotzdem auf Platz 128 der Weltrangliste platziert. 1987 zog er sich vom Profisnooker zurück, 1989 verlor er offiziell seinen Profistatus.